# Casbas
Casbas es una localidad argentina del partido de Guaminí, en la provincia de Buenos Aires. Se encuentra a pocos km de donde pasaba la Zanja de Alsina. La localidad era estación ferroviaria del Ferrocarril Midland.

## Población
Cuenta con 4450 habitantes (Indec, 2010), lo que representa un aumento del 8,7% frente a los 4108 habitantes (Indec, 2001) del censo anterior. Es la localidad más poblada del distrito de Guaminí, superando en cantidad de habitantes a la cabecera de partido.
| Gráfica de evolución demográfica de Casbas entre 1960 y 2010 |
|                                                              |
| Fuentes: INDEC                                               |

## Historia
Esta localidad es la más poblada del distrito, por delante de Laguna Alsina. Fue fundada en 11 de noviembre de 1911. En sus principios, antes de ser fundada como "pueblo", era la estación homónima del ferrocarril Midland, que se extendía desde Barracas del Sur (Puente Alsina) hasta Carhué.
Al poco tiempo comenzó a albergar a criollos e inmigrantes italianos, españoles portugueses y aborígenes. Es así como Domingo B. Arini y Alejandro Caride se dirigen el 25 de octubre de 1910 al Ministerio de Obras Públicas de la Provincia de Buenos Aires con dicho proyecto para fundar un pueblo en su propiedad. Domingo Arini y Alejandro Caride eran yernos de Mario Casbas propietario de las tierras.[cita requerida]

## Ubicación
Se encuentra situado en la Ruta Nacional 33, que une Rosario con Bahía Blanca. Se localiza a 40 km de Guaminí, cabecera del partido, y a 21 km de Laguna Alsina. A 100 km al sur de la rotonda con la Ruta Nacional 5 y a 232/3 km al norte de Bahía Blanca.

## Personalidades destacadas
- Carlos Garaycochea (1928-2018), humorista gráfico, escritor, guionista, maestro y artista plástico.
- Belén Blanco (1977), actriz, directora, productora de cine.
- Lil Zan (2005), freestyler, músico.